# Édouard Goursat
Édouard Jean-Baptiste Goursat (* 21. Mai 1858 in Lanzac, Département Lot, Frankreich; † 25. November 1936 in Paris, Frankreich) war ein französischer Mathematiker, der als Verfasser eines klassischen Analysis-Lehrbuchs bekannt ist.

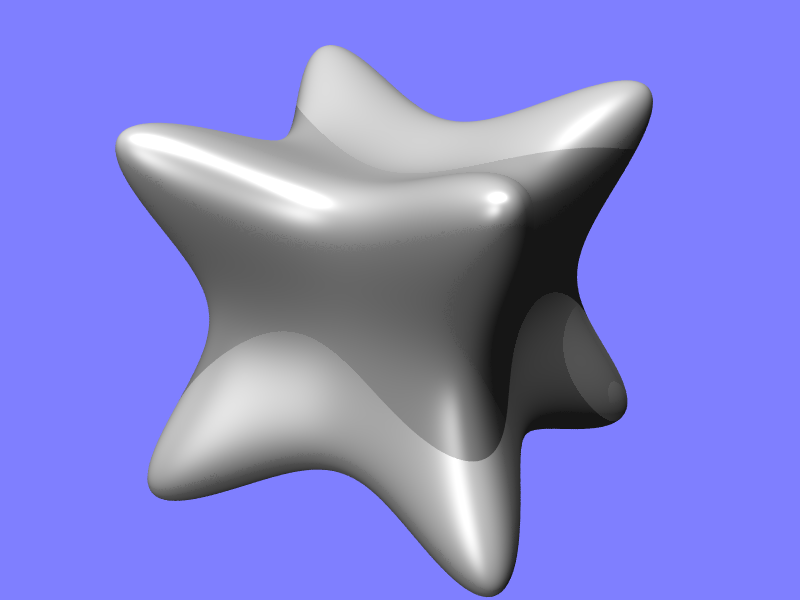
Diese von Goursat untersuchte Stern-Oberfläche wird mit folgender Formel beschrieben:

## Leben
Goursat besuchte das Collège de Brive-la-Gaillarde und begann 1876 ein Studium an der École normale supérieure (ENS). Dort wurde er insbesondere von Charles Hermite und Jean Darboux beeinflusst und lernte Charles Émile Picard kennen, der mit ihm studierte und mit dem er ein Leben lang befreundet blieb. Picard überredete ihn auch später, eine Hochschulkarriere zu beginnen. Im Jahr 1879 begann er eine Lehrtätigkeit an der Universität Paris und erhielt 1881 den Doktorgrad für seine Arbeit Sur l'équation différentialle linéaire qui admet pour intégrale la série hypergéometrique. Danach lehrte Goursat bis 1885 in Toulouse und ging dann zu seiner ursprünglichen Universität zurück, der ENS. Seit der Zeit in Toulouse produzierte er zahlreiche Veröffentlichungen zu verschiedenen Gebieten der Analysis. Aus der Vorlesungstätigkeit an der ENS entstand sein berühmter Cours d´analyse mathématique, der 1902 bis 1913 in drei Bänden erschien und für den er vor allem bekannt ist. 1919 wurde Goursat in die Académie des sciences aufgenommen, nachdem er bereits 1918 zum auswärtigen Mitglied der Accademia Nazionale dei Lincei in Rom gewählt worden war. Die Académie royale des Sciences, des Lettres et des Beaux-Arts de Belgique nahm ihn im Dezember 1924 als assoziiertes Mitglied auf. Er war Mitglied der Ehrenlegion (Ritter).
Nach ihm wurde das Lemma von Goursat benannt. 1895 war er Präsident der Société Mathématique de France.

## Schriften
- Cours d´analyse mathématique. 3 Bände, Paris, Gauthier-Villars, die ersten beiden Bände erschienen 1902 und 1905, die zweite Auflage mit drei Bänden erschien 1910 bis 1913, 7. Auflage 1949. O’Connor und Robertson (McTutor Archiv) zum Cours d´Analyse von Goursat mit Inhalt
  - Band 1: Dérivées et différentielles. Intégrales définies. Développement en séries. Applications géométriques.
  - Band 2: Théorie des fonctions analytiques. Équations différentielles. Équations aux dérivées partielles. Éléments du calcul variations.
  - Band 3: Intégrales infiniment voisines, Équations aux dérivées partielles du second ordre, Équations intégrales, Calcul des variations
  - Englische Übersetzung von Earle Raymond Hedrick: A course in mathematical analysis, Boston, Ginn and Company 1904–1917 und Dover, 1959, 2005, 3 Bände
    - Band 1: Derivates and Differentials: Definite integrals. Expansion in series. Applications to geometry.
    - Band 2–1:  Functions of a complex variable.
    - Band 2–2: Differential equations.
    - Band 3–1: Variations of solution: partial differential equations of the second order. Band 3–2: Integral equations: calculus of variations
- Lecons sur l’intégration des équations aux derivées partielles du premier ordre. 2. Auflage. Hermann, Paris 1921.
- Lecons sur le problème de Pfaff. Hermann, Paris 1922.
- mit Paul Appell: Théorie des fonctions algébriques et de leurs intégrales. Étude des fonctions analytiques sur une surface de Riemann. Gauthier-Villars, Paris 1895.
- Le problème de Bäcklund. Gauthier-Villars, Paris 1925.
- Lecons sur les séries hypergéométriques et sur quelques fonctions qui s’y rattachent. Hermann, Paris 1936.